# Oral Ataniyazova
Oral Ataniyazova (tiếng Nga: Орал Атаниязова) là một bác sĩ sản khoa và nhà khoa học Y học ở nước cộng hòa tự trị Qaraqalpaqstan, Uzbekistan. Bà là giám đốc trung tâm Perzent (Trung tâm phục hồi sức khỏe và Môi trường). Hiện nay bà sống ở thành phố Nukus, Uzbekistan.

## Sự nghiệp
Sau khi thi đậu bằng tiến sĩ về y học ở Moskva, Ataniyazova điều khiển một cuộc khảo sát thống kê 5.000 phụ nữ đang độ tuổi sinh sản ở Qaraqalpaqstan trong năm 1992. Các kết quả đã gây sốc mạnh, vì trên 90% phụ nữ được khảo sát đã có một số dạng biến chứng trong thời gian mang thai hoặc khi sinh đẻ. Điều này được quy cho là do Thảm họa sinh thái xung quanh biển Aral, biên giới của Qaraqalpaqstan.
Để đối phó lại các kết quả phát hiện được này, Ataniyazova lập ra "Trung tâm phục hồi sức khỏe và Môi trường" (Center for Reproductive Health and Environment), đặt tên là Perzent, trong tiếng Qaraqalpaq có nghĩa là "con cháu, hậu duệ". Trung tâm này nằm trong bệnh viện chính phủ Nukus, nhằm giáo dục cư dân địa phương về các vấn đề y tế và môi trường, từ y tế gia đình tới việc làm sạch nước và thực phẩm.
Ataniyazova xúc tiến việc giáo dục ý thức về các vấn đề môi trường quanh biển Aral. Bà đã là phát ngôn viên chủ yếu cho nhiều hội nghị quốc tế, và đã nói truyện ở diễn đàn Liên Hợp Quốc.

## Giải thưởng
Bà đã được tặng Giải Môi trường Goldman năm 2000.